# Richmond (Utah)
Richmond és una població dels Estats Units a l'estat de Utah. Segons el cens del 2000 tenia 2.051 habitants.

## Demografia
Segons el cens del 2000, Richmond tenia 2.051 habitants, 619 habitatges, i 526 famílies. La densitat de població era de 268,4 habitants per km².
Dels 619 habitatges en un 49,9% hi vivien nens de menys de 18 anys, en un 73,5% hi vivien parelles casades, en un 8,1% dones solteres, i en un 14,9% no eren unitats familiars. En el 13,7% dels habitatges hi vivien persones soles el 6,9% de les quals corresponia a persones de 65 anys o més que vivien soles. El nombre mitjà de persones vivint en cada habitatge era de 3,31 i el nombre mitjà de persones que vivien en cada família era de 3,68.
Per edats la població es repartia de la següent manera: un 37,3% tenia menys de 18 anys, un 9,9% entre 18 i 24, un 25,5% entre 25 i 44, un 19,2% de 45 a 60 i un 8,1% 65 anys o més.
L'edat mitjana era de 27 anys. Per cada 100 dones de 18 o més anys hi havia 98,5 homes.
La renda mitjana per habitatge era de 42.138 $ i la renda mitjana per família de 45.500 $. Els homes tenien una renda mitjana de 31.743 $ mentre que les dones 21.778 $. La renda per capita de la població era de 14.312 $. Entorn del 5,8% de les famílies i el 6,7% de la població estaven per davall del llindar de pobresa.

## Poblacions més properes
El següent diagrama mostra les poblacions més properes.